# Primošten
Primošten je naselje in pristanišče južno od Šibenika, ki je središče občine Primošten Šibeniško-kninske županije.

## Geografija
Primošten leži na manjšem polotoku med zalivoma Raduča in Primošten. S kopnim je povezan z ozkim nasipom. Kraj je dobro zaščiten pred severnimim vetrovi in ima blago klimo. V zalivih Vela, Mala Raduča, Primošten in Peleš so prostrane plaže. Primošten je priljubljena turistična destinacija.

## Naselja v občini
Občino Primošten, ki se razprostira na površini 57,18 km² sestavljajo naselednja naselja: Kruševo, Primošten, Burnij, Široke, Vadalj in Vezac.

## Demografija
| Pregled števila prebivalcev po letih | Pregled števila prebivalcev po letih | Pregled števila prebivalcev po letih | Pregled števila prebivalcev po letih | Pregled števila prebivalcev po letih | Pregled števila prebivalcev po letih | Pregled števila prebivalcev po letih | Pregled števila prebivalcev po letih | Pregled števila prebivalcev po letih | Pregled števila prebivalcev po letih | Pregled števila prebivalcev po letih | Pregled števila prebivalcev po letih | Pregled števila prebivalcev po letih | Pregled števila prebivalcev po letih | Pregled števila prebivalcev po letih |
| ------------------------------------ | ------------------------------------ | ------------------------------------ | ------------------------------------ | ------------------------------------ | ------------------------------------ | ------------------------------------ | ------------------------------------ | ------------------------------------ | ------------------------------------ | ------------------------------------ | ------------------------------------ | ------------------------------------ | ------------------------------------ | ------------------------------------ |
| 1857                                 | 1869                                 | 1880                                 | 1890                                 | 1900                                 | 1910                                 | 1921                                 | 1931                                 | 1948                                 | 1953                                 | 1961                                 | 1971                                 | 1981                                 | 1991                                 | 2001                                 |
| 1463                                 | 1742                                 | 783                                  | 773                                  | 1144                                 | 835                                  | 3700                                 | 2682                                 | 1230                                 | 1227                                 | 1156                                 | 1407                                 | 1540                                 | 1745                                 | 1761                                 |

## Zgodovina
Ime Primošten izhaja iz glagola "primostiti"; otok na katerem je kraj nastal v 16. stoletju, v času turških vpadov, je bil z mostom ločen od kopnega. Naselje je bilo zavarovano z obzidjem in obrambnimi stolpi, ki pa so jih v 19. soletju podrli.